# Campionat d'Europa de waterpolo masculí
|  | Aquest article és sobre la competició masculina. Per a la competició femenina, vegeu Campionat d'Europa de waterpolo femení |

El Campionat d'Europa de waterpolo (oficialment en anglès: European Water Polo Championship) és una competició internacional de waterpolo de seleccions nacionals. De caràcter bianual, és organitzada per Lliga Europea de Natació i se celebrà per primer cop l'any 1926. Hi participen setze seleccions nacionals agrupats en quatre grups. Disputen una primera fase en format de lligueta i els dos millors classificats de cadascun del grups accedeixen a la segona fase. Els vuits equips classificats disputen els quarts de final, semifinal i final. El guanyador de la competició és declarat campió d'Europa i, en any olímpic, té dret a participar als Jocs Olímpics.
La primera edició se celebrà a Budapest i competiren quatre seleccions, Bèlgica, Alemanya, Hongria i Suècia, essent la selecció amfitriona la primera campiona d'Europa. La selecció hongaresa també és la dominadora històrica de la competició amb tretze títols, seguida de la URSS amb cinc (1966, 1970, 1983, 1985, 1987) i de Sèrbia amb quatre (2012, 2014, 2016, 2018). La selecció espanyola, històricament formada per una gran majoria de waterpolistes catalans, ha aconseguit tres medalles d'argent (1991, 2018, 2020) i quatre de bronze (1983, 1993, 2006, 2022). Es proclamà campiona d'Europa per primer cop el 2024.

## Historial
| En negreta = Selecció campiona (prò.) = Pròrroga (pen.) = Penals |

| I      | 1926 | Hongria             | lligueta     | Suècia                    | Alemanya            | lligueta     | Bèlgica             | Budapest          |        |
| II     | 1927 | Hongria             | 3–1          | França                    | Bèlgica             | 4–1          | Suècia              | Bolonya           |        |
| III    | 1931 | Hongria             | lligueta     | Alemanya                  | Àustria             | lligueta     | Bèlgica             | París             |        |
| IV     | 1934 | Hongria             | lligueta     | Alemanya                  | Bèlgica             | lligueta     | Suècia              | Magdeburg         |        |
| V      | 1938 | Hongria             | lligueta     | Alemanya                  | Països Baixos       | lligueta     | Bèlgica             | Londres           |        |
| VI     | 1947 | Itàlia              | lligueta     | Suècia                    | Bèlgica             | lligueta     | Hongria             | Montecarlo        |        |
| VII    | 1950 | Països Baixos       | lligueta     | Suècia                    | Iugoslàvia          | lligueta     | Itàlia              | Viena             |        |
| VIII   | 1954 | Hongria             | lligueta     | Iugoslàvia                | Itàlia              | lligueta     | Països Baixos       | Torí              |        |
| IX     | 1958 | Hongria             | lligueta     | Iugoslàvia                | Unió Soviètica      | lligueta     | Itàlia              | Budapest          |        |
| X      | 1962 | Hongria             | lligueta     | Iugoslàvia Unió Soviètica | [ Nota 1 ]          | lligueta     | Alemanya Oriental   | Leipzig           |        |
| XI     | 1966 | Unió Soviètica      | lligueta     | Alemanya Oriental         | Iugoslàvia          | lligueta     | Itàlia              | Utrecht           |        |
| XII    | 1970 | Unió Soviètica      | lligueta     | Hongria                   | Iugoslàvia          | lligueta     | Itàlia              | Barcelona         | [ 4 ]  |
| XIII   | 1974 | Hongria             | lligueta     | Unió Soviètica            | Iugoslàvia          | lligueta     | Països Baixos       | Viena             |        |
| XIV    | 1977 | Hongria             | lligueta     | Iugoslàvia                | Itàlia              | lligueta     | Unió Soviètica      | Jönköping         |        |
| XV     | 1981 | Alemanya Occidental | lligueta     | Unió Soviètica            | Hongria             | lligueta     | Iugoslàvia          | Split             |        |
| XVI    | 1983 | Unió Soviètica      | lligueta     | Hongria                   | Espanya             | lligueta     | Iugoslàvia          | Roma              | [ 5 ]  |
| XVII   | 1985 | Unió Soviètica      | lligueta     | Iugoslàvia                | Alemanya Occidental | lligueta     | Itàlia              | Sofia             |        |
| XVIII  | 1987 | Unió Soviètica      | lligueta     | Iugoslàvia                | Itàlia              | lligueta     | Alemanya Occidental | Estrasburg        |        |
| XIX    | 1989 | Alemanya Occidental | 10–9 (prò.)  | Iugoslàvia                | Itàlia              | 12–11 (prò.) | Unió Soviètica      | Bonn              |        |
| XX     | 1991 | Iugoslàvia          | 10–11        | Espanya                   | Unió Soviètica      | 11–10        | Itàlia              | Atenes            | [ 6 ]  |
| XXI    | 1993 | Itàlia              | 11–9         | Hongria                   | Espanya             | 13–12 (prò.) | Romania             | Sheffield         | [ 7 ]  |
| XXII   | 1995 | Itàlia              | 10–8         | Hongria                   | Alemanya            | 11–10        | Croàcia             | Viena             |        |
| XXIII  | 1997 | Hongria             | 3–2          | RF Iugoslàvia             | Rússia              | 8–7          | Croàcia             | Sevilla           |        |
| XXIV   | 1999 | Hongria             | 15–12        | Croàcia                   | Itàlia              | 7–6          | Grècia              | Florència         |        |
| XXV    | 2001 | RF Iugoslàvia       | 8–5          | Itàlia                    | Hongria             | 12–9         | Croàcia             | Budapest          |        |
| XXVI   | 2003 | Sèrbia i Montenegro | 9–8 (prò.)   | Croàcia                   | Hongria             | 12–6         | Rússia              | Kranj             |        |
| XXVII  | 2006 | Sèrbia i Montenegro | 9–8          | Hongria                   | Espanya             | 10–4         | Romania             | Belgrad           | [ 8 ]  |
| XXVIII | 2008 | Montenegro          | 6–5          | Sèrbia                    | Hongria             | 15–14        | Croàcia             | Màlaga            |        |
| XXIX   | 2010 | Croàcia             | 7–3          | Itàlia                    | Sèrbia              | 10–8         | Hongria             | Zagreb            |        |
| XXX    | 2012 | Sèrbia              | 9–8          | Montenegro                | Hongria             | 12–9         | Itàlia              | Eindhoven         |        |
| XXXI   | 2014 | Sèrbia              | 12–7         | Hongria                   | Itàlia              | 11–9         | Montenegro          | Budapest          |        |
| XXXII  | 2016 | Sèrbia              | 10–8         | Montenegro                | Hongria             | 13–10        | Grècia              | Belgrad           |        |
| XXXIII | 2018 | Sèrbia              | 12–10 (pen.) | Espanya                   | Croàcia             | 10–8         | Itàlia              | Barcelona         | [ 9 ]  |
| XXXIV  | 2020 | Hongria             | 14–13 (pen.) | Espanya                   | Montenegro          | 10–9         | Croàcia             | Budapest          | [ 10 ] |
| XXXV   | 2022 | Croàcia             | 10–9         | Hongria                   | Espanya             | 7–6          | Itàlia              | Split             | [ 11 ] |
| XXXVI  | 2024 | Espanya             | 11–10        | Croàcia                   | Itàlia              | 12–7         | Hongria             | Dubrovnik. Zagreb | [ 3 ]  |

1. ↑  Al final de la lligueta pel títol de la competició, les seleccions iugoslava i soviètica quedaren empatats en punts, nombre de victòries i goal average. Per aquest motiu, es decidí adjudicar dues medalles argent i cap de bronze.
2. ↑  La 36a edició es decidí celebrar inicialament a Netanya, Israel. Degut a l'esclat del conflicte entre Israel i Gaza de 2023, la LEN i la Federació Israeliana de Natació decidiren renunciar-hi. L'organització del campionat es bescanvià a Dubrovnik i Zagreb.[12]

## Estadístiques
| XIV    | 1970 | Konrád Ferenc       | 20 | N/D                  | N/D                |        |
| XV     | 1974 | Joan Jané           | 15 | N/D                  | N/D                |        |
| XVI    | 1977 | Gianni De Magistris | 20 | N/D                  | N/D                |        |
| XVII   | 1981 | Manel Estiarte      | 27 | N/D                  | N/D                |        |
| XVII   | 1983 | Manel Estiarte      | 27 | N/D                  | N/D                |        |
| XVIII  | 1985 | Milivoj Bebić       | 21 | N/D                  | N/D                |        |
| XIX    | 1987 | Hagen Stamm         | 21 | N/D                  | N/D                |        |
| XX     | 1989 | Manel Estiarte      | 26 | N/D                  | N/D                |        |
| XXI    | 1991 | Manel Estiarte      | 36 | N/D                  | N/D                |        |
| XXI    | 1993 | Manel Estiarte      | 29 | N/D                  | N/D                |        |
| XXII   | 1995 | Dmitrij Apanaszenko | 24 | N/D                  | N/D                |        |
| XXIII  | 1997 | Manel Estiarte      | 18 | N/D                  | N/D                |        |
| XXIV   | 1999 | Salvador Gómez      | 16 | N/D                  | N/D                |        |
| XXV    | 2001 | Alexander Yeryshov  | 21 | Vladimir Vujasinović | Francesco Attolico |        |
| XXVI   | 2003 | Aleksandar Šapić    | 24 | Alexander Yeryshov   | Denis Šefik        |        |
| XXVII  | 2006 | Aleksandar Šapić    | 33 | Tamás Kásás          | Denis Šefik        |        |
| XXVIII | 2008 | Aleksandar Šapić    | 23 | Péter Biros          | Denis Šefik        |        |
| XXIX   | 2010 | Vanja Udovičić      | 21 | Vanja Udovičić       | N/D                |        |
| XXX    | 2012 | Sandro Sukno        | 24 | Mlađan Janović       | N/D                |        |
| XXXI   | 2014 | Albert Español      | 24 | Dénes Varga          | N/D                |        |
| XXXII  | 2016 | Steven Camilleri    | 21 | Andrija Prlainović   | Viktor Nagy        |        |
| XXXIII | 2018 | Aleksandar Ivović   | 17 | Filip Filipović      | Daniel López       |        |
| XXXIII | 2018 | Ioannis Fountoulis  | 17 | Filip Filipović      | Daniel López       |        |
| XXXIV  | 2020 | Konstantin Kharkov  | 21 | Dénes Varga          | Daniel López       |        |
| XXXV   | 2022 | Tudor Fulea         | 19 | Szilárd Jansik       | Marko Bijač        |        |
| XXXVI  | 2024 | Álvaro Granados     | 21 | Álvaro Granados      | Marko Bijač        | [ 13 ] |